# 紫鑷麗魚
紫鑷麗魚（学名：Labidochromis ianthinus）為輻鰭魚綱鱸形目隆頭魚亞目慈鯛科的其中一種，被IUCN列為易危保育類動物，分布於非洲馬拉威湖Mbenji島流域，為特有種，體長可達9公分，棲息在底中層水域，生活習性不明，可做為觀賞魚。

## 擴展閱讀
維基物種上的相關：紫鑷麗魚